# Observatorio Vera C. Rubin

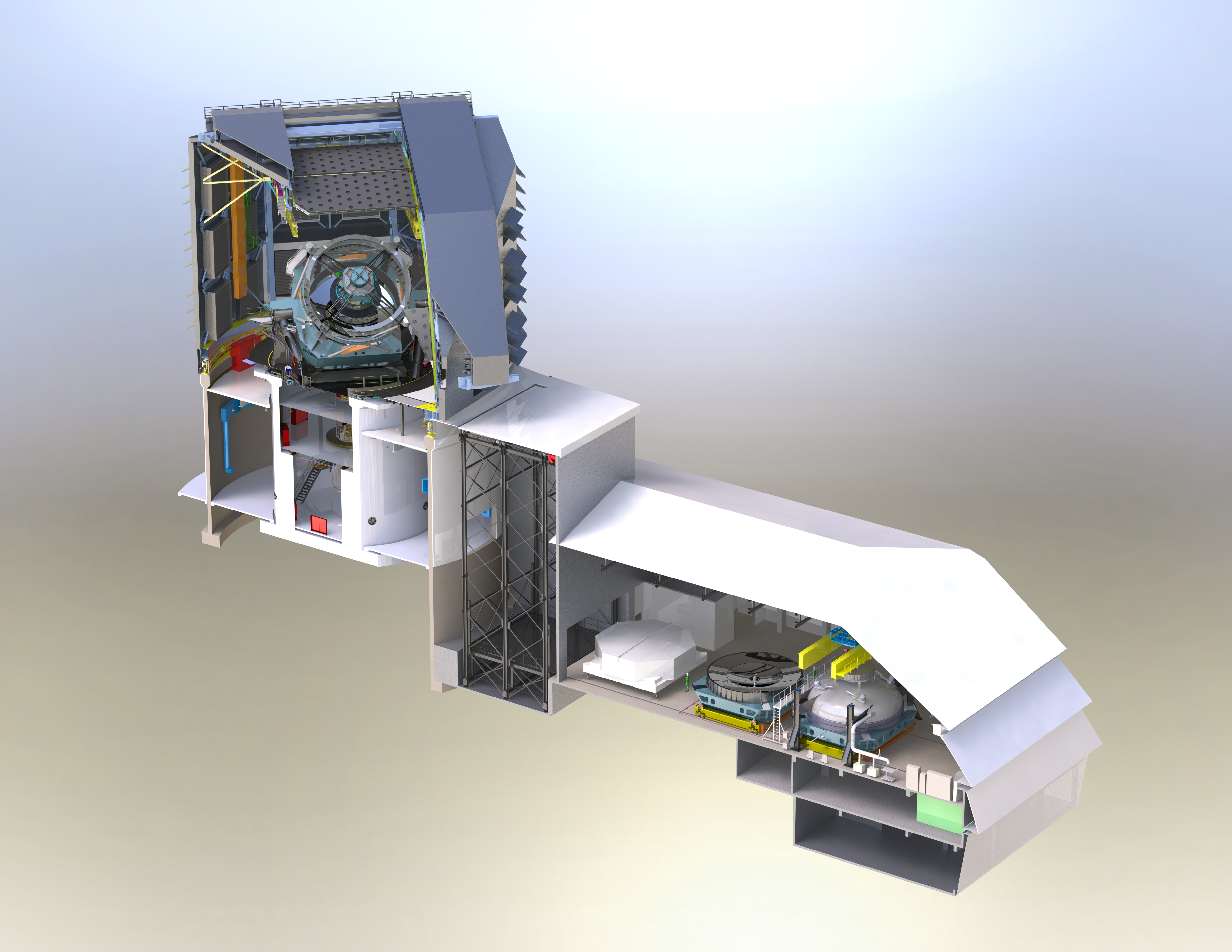
Render

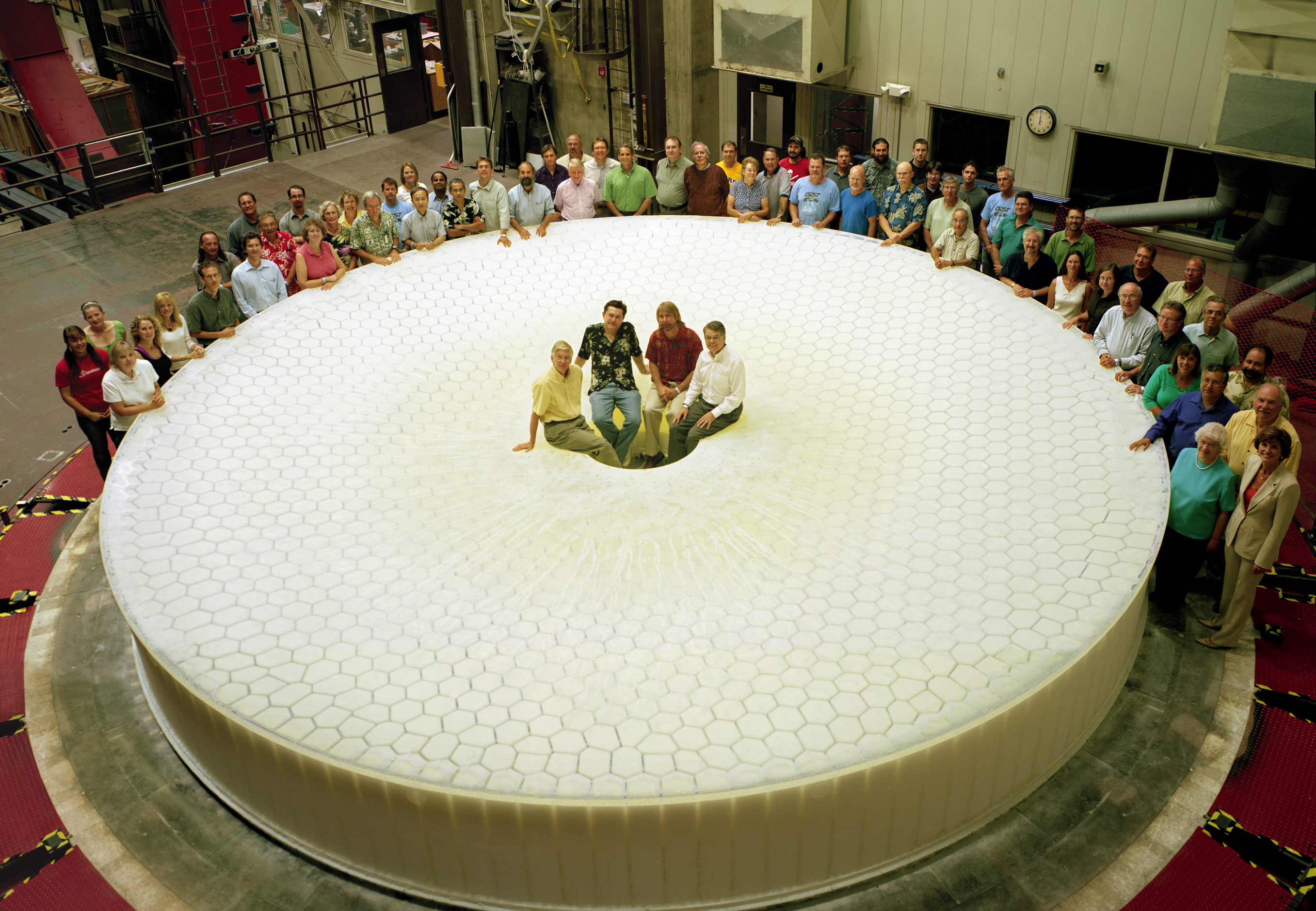
Espejo principal.

El Observatorio Vera C. Rubin, hospeda al llamado Simonyi Survey Telescope con el que se realizará el  censo del cielo LSST (Legacy Survey of Space and Time en inglés); es un telescopio en construcción con un espejo primario de 8,4 metros que será capaz de fotografiar la totalidad de su cielo disponible cada pocas noches debido a su amplio campo de visión. Se construye en el norte de Chile y prevé entrar en funcionamiento en el año 2025. Su nombre se debe a la astrónoma estadounidense Vera Rubin, pionera en la medición de la rotación de las estrellas dentro de una galaxia.

## Historia
En enero de 2008, Charles Simonyi y Bill Gates, ambos procedentes de Microsoft, donaron 20 millones y 10 millones de dólares, respectivamente, al proyecto.
El proyecto inició su construcción oficialmente el 1  de agosto de 2014, cuando la NSF autorizó la porción del año fiscal 2014 ($ 27,5 millones) de su presupuesto de construcción. El acto de colocación de la primera piedra se realizó el 14 de abril de 2015. Las obras de construcción se iniciaron el 14 de abril del 2015, con la ingeniería de primera luz anticipada para el 2019, la  primera luz para la ciencia en 2021, y la totalidad de las operaciones para un estudio de diez años a partir de enero de 2022.
El telescopio utiliza un novedoso diseño de 3 espejos, una variante anastigmática de tres espejos, que permite que un telescopio compacto brinde imágenes nítidas en un amplio campo de visión de 3,5 grados de diámetro. Las imágenes se grabarán con una cámara de imágenes CCD de 3,2 gigapíxeles, la cámara digital más grande jamás construida. El telescopio está ubicado en el pico El Peñón de Cerro Pachón, una montaña de 2,682 metros de altura en la Región de Coquimbo, en el norte de Chile, junto con los Telescopios de Investigación Astrofísica del Sur y del Sur de Géminis. La Instalación Base LSST se encuentra a unos 100 kilómetros (62 millas) por carretera, en la ciudad de La Serena.
El LSST se propuso en 2001, y la construcción del espejo comenzó (con fondos privados) en 2007. Luego, el LSST se convirtió en el proyecto terrestre de mayor clasificación en la Encuesta Decadal de Astronomía y Astrofísica de 2010, y el proyecto comenzó oficialmente la construcción el 1 de agosto de 2014 cuando La National Science Foundation (NSF) autorizó la parte FY2014 ($ 27,5 millones) de su presupuesto de construcción. La colocación ceremonial de la primera piedra se realizó el 14 de abril de 2015. La construcción del sitio comenzó el 14 de abril de 2015, con la primera luz de ingeniería prevista para 2019, la primera luz de ciencia en 2021 y las operaciones completas para una encuesta de diez años a partir de enero de 2022. 
LSST, a diferencia de casi todos los observatorios astronómicos grandes anteriores, se ha comprometido a hacer públicos todos los datos tan pronto como se tomen. En sus palabras «Al proporcionar acceso público inmediato a todos los datos que obtiene, proporcionará a todos, el profesional y el 'solo curioso' por igual, una ventana profunda y frecuente de todo el cielo».

## Ubicación
El lugar escogido es el Cerro Pachón, en la Región de Coquimbo, Chile, a 2682 metros de altitud. La decisión de ubicar el LSST en Cerro Pachón se tomó tras dos años de estudios, donde se compararon otras localizaciones como México, Baja California e Islas Canarias. El Cerro Pachón cuenta con las condiciones atmosféricas, número de noches despejadas por año, patrones climáticos estacionales y calidad de la «nitidez» astronómica necesarias.

## Equipamiento y funciones
El LSST estará equipado con una cámara digital de 3200 megapixeles, que permitirán:
- Medir lentes gravitacionales débiles en el espacio para detectar materia oscura, así como energía oscura.
- Reconocer objetos pequeños en el sistema solar, en particular asteroides cercanos a la Tierra y objetos del Cinturón de Kuiper.
- Detectar eventos ópticos transitorios, como las novas y supernovas
- Realizar un mapa de la Vía Láctea.

Salvo para tareas de mantenimiento, mal tiempo, etc., se espera que la cámara pueda tomar unas 200.000 fotografías (1,28 petabytes sin compresión) por año. 
Se espera que la administración y el manejo eficiente de esta enorme cantidad de información sea la parte más complicada del proyecto.
Una cúpula de 40 metros de altura alojará al telescopio.